# Leptopteris fraseri
Espèce
Leptopteris fraseri, communément appelée la Fougère crêpe[réf. nécessaire], est une espèce de fougères de la famille des Osmundaceae, présente dans l'est de l'Australie.

## Systématique
Le nom correct complet (avec auteur) de ce taxon est Leptopteris fraseri (Hook. & Grev.) C.Presl. L'espèce a été initialement classée dans le genre Todea sous le basionyme Todea fraseri Hook. & Grev..
Leptopteris fraseri a pour synonymes :
- Osmunda fraseri (Hook. & Grev.) F.Muell.
- Todea fraseri Hook. & Grev.